# Argyroeides quindiensis
Argyroeides quindiensis là một loài bướm đêm thuộc phân họ Arctiinae, họ Erebidae.